# شهرستان سانتا کروز (آریزونا)

سانتا کروز یکی از شهرستان‌های جنوبی ایالت آریزونای آمریکاست. این شهرستان در سال ۱۸۹۹ تشکیل شد و ۴۷.۴۲۰ نفر جمعیت دارد. مساحت سانتا کروز نیز ۳.۲۰۶.۷ کیلومتر مربع است.

## پیوند
- وب‌گاه رسمی